# 3392 Setouchi
3392 Setouchi eller 1979 YB är en asteroid i huvudbältet som korsar Mars omloppsbana. Den upptäcktes 17 december 1979 av de båda japanska astronomerna Hiroki Kōsai och Goro Sasaki vid Kiso-observatoriet i Japan. Den har fått sitt namn efter Japanska innanhavet.